# 拉瓦莱特
拉瓦莱特（法語：Lavalette，法語發音：[lavalɛt] ⓘ）是法国奥德省的一个市镇，位于该省中北部，属于卡尔卡松区。

## 地理
拉瓦莱特（43°11'7"N, 2°15'57"E）面积6.55 平方千米，位于法国奧克西塔尼大區奥德省，该省份为法国南部沿海省份，北起塔恩省，西北接上加龙省，西接阿列日省，南至东比利牛斯省，东临地中海，东北与埃罗省接壤。
与拉瓦莱特接壤的市镇（或旧市镇、城区）包括：阿莱拉克、卡尔卡松、科和索藏斯、鲁朗斯。

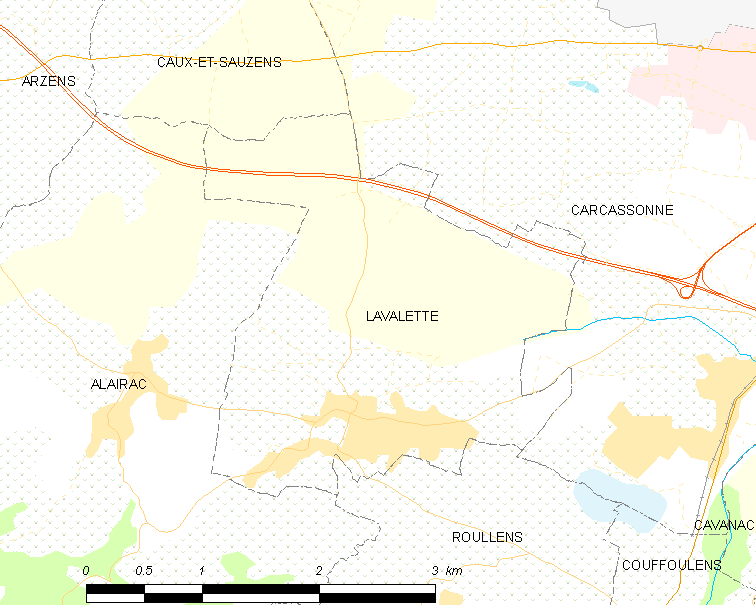
拉瓦莱特的OSM定位图

拉瓦莱特的时区为UTC+01:00、UTC+02:00（夏令时）。

## 行政
拉瓦莱特的邮政编码为11290，INSEE市镇编码为11199。

## 政治
拉瓦莱特所属的省级选区为卡尔卡松第三县。

## 人口

1962-2008年间拉瓦莱特人口变化图示

拉瓦莱特于2022年1月1日时的人口数量为1572人。